# 光枝柳叶忍冬
光枝柳叶忍冬（学名：Lonicera lanceolata var. glabra）为忍冬科忍冬属下的一个变种。

## 扩展阅读
- 維基物種上的相關：光枝柳叶忍冬